# Gran Vista
Gran Vista is de (bij)naam van een appartementencomplex in Amsterdam-Centrum. Het gebouw vormt de noordelijke gevelwand van de Houtkopersdwarsstraat en gaat aan beide zijden de hoek om van de Jodenbreestraat in het oosten en het Waterlooplein in het westen. Het dankt haar naam aan een Britse belegger.

## Voorgeschiedenis
De Jodenbreestraat en ook Houtkoperdwarsstraat waren in de jaren zestig een gatenkaas. Veel gammele huizen stonden tussen opengevallen plekken ontstaan door sloop van onbewoonbaar verklaarde gebouwen en onttakeling vanwege de Tweede Wereldoorlog. Er zat hier ook nog een kantoor van het Sociaal Fonds voor de Bouwnijverheid. Toen die hier vertrok doemde verdere verkrotting en leegstand op. Bovendien was het de tijd van de speculatie op stijging van de grondprijs. Het terrein met gebouwen kwam in handen van de Britse belegger Gran Vista. Deze wilde er nieuwbouw plegen in de vorm van een kantoorgebouw met ondergrondse parkeergarage. De bewoners van de buurt zagen dat helemaal niet zitten. Ze hadden net de gigantische slooppartijen voor de Amsterdamse Metro achter de rug in de nabijgelegen Nieuwmarktbuurt. Het complex zou de hoogte krijgen van het Maupoleum. Het op de Jodenbreestraat nr 4 gevestigde Rembrandthuis voorzag problemen. Dat gebouw had een zwakke fundering en zou bij grootscheepse bouw vooraf aangepast moeten worden. Men vreesde City-vorming.
Er volgden jaren van getouwtrek over de uiteindelijke bestemming van het terrein. Er kwam een commissie en die gaf aan dat er toch vooral woningen gebouwd moesten worden, wilde men er nog levendigheid in houden. De metro en de bouw van het stadhuis de Stopera had al zoveel woningen gekost. In 1977 woedde er nog een hevige discussie met enerzijds het bestemmingsplan en de Britse belegger, die kantoren voorschreef en wilde; anderzijds de buurt, wijkcentrum "d'Oude Stad" en een Provinciale Adviescommissie die woningen wilden. Onder meer de wijkbewoners met hun motto "Hier horen geen kantoren" kwamen met architect Dik Tuijnman die voor deze plaats inmiddels een wooncomplex had ontworpen. In januari 1979 plaatste de gemeente Amsterdam een mededeling van burgemeester Wim Polak dat er een bestemmingswijziging werd aangekondigd. Gran Vista had toen al haar biezen gepakt, ze had de terreinen verkocht aan de gemeente, die het ter beschikking stelde van Gemeentelijk Woningbedrijf Oost (later opgegaan in Ymere). Er volgde herziening op herziening, maar op 11 januari 1984 was de bestemmingswijziging een feit; er kwamen woonhuizen. Nog was de zaak niet rond, want er kwamen opnieuw herzieningen. Ondertussen waren de bouwplannen gerijpt en in 1984 werden huurders gezocht. Opmerkelijk daarbij was dat Jodenbreestraat 24 uit de oudbouwsituatie bleef staan; er werd omheen gebouwd.

## Situatie 21e eeuw
Het gebouw werd grotendeels als casco opgeleverd. De huurders moesten soms de inrichting zelf voltooien. Wethouder Jan Schaefer zag in eerste instantie alleen maar plaats voor koopwoningen in verband met de hoge bouwkosten. Door een bijdrage van het rijk in verband met sociale woningbouw, konden toch huurwoningen (van twee- tot vijfkamerwoningen) worden gerealiseerd. Wel moest het aantal bouwlagen daarvoor verhoogd worden. Het uiteindelijke gebouw kent grote witte geveloppervlakken met ramen in rode en blauwe kozijnen. Aangebracht betimmeringen zijn wit (waren oorspronkelijk kleurloos). Vanaf het begin waren de meningen verdeeld. Het gebouw kent in de gevelwand veel uitsparingen of juist uitbouwsels die het aanzien rommelig zouden maken, de een zag het als een pre en noemde het speelsigheid, de ander vond het lelijk. Aan de achtergevel is de situatie nog rommeliger/speelser. Hier zijn verspringingen in verdiepingshoogte, gebouwhoogten, loopbruggen, trappenhuizen etc. te zien. De onderste verdieping dient tot stalling van marktkramen van de Waterloopleinmarkt. In de 21e eeuw begonnen al die inhammetjes en uitstulpingen hun tol te eisen. Er kwamen steeds meer uitingen van vandalisme aan het gebouw. In de laatste jaren van de jaren tien wilde de eigenaar Ymere de gevels meer gladstrijken en kwam opnieuw in botsing met de architect, zijn nabestaanden en sommige bewoners (anderen vonden de veranderingen juist verbeteringen).
De stad heeft het gebouw dan inmiddels op de lijst ("monument post 1965") gezet om in de nabije toekomst tot gemeentelijk monument te verklaren. Een onderzoek daartoe werd verricht door de Universiteit van Amsterdam, ook het Bureau Monumenten en Archeologie was die mening toegedaan. 
Aan de Jodenbreestraat kwamen door dit project een aantal ontwerpen van bekende architecten bij elkaar. Er was dit Grand Vista van Dik Tuijnman; de overkant van de Houtkopersdwarsstraat is van Arthur Staal, het Mozeshuis van Sier van Rhijn en het Maupoleum van Piet Zanstra, Ab Gmelig Meyling en Peter de Clercq Zubli. Alleen dat laatste gebouw werd dermate lelijk en onpraktisch gevonden, dat het in 1994 gesloopt werd.  

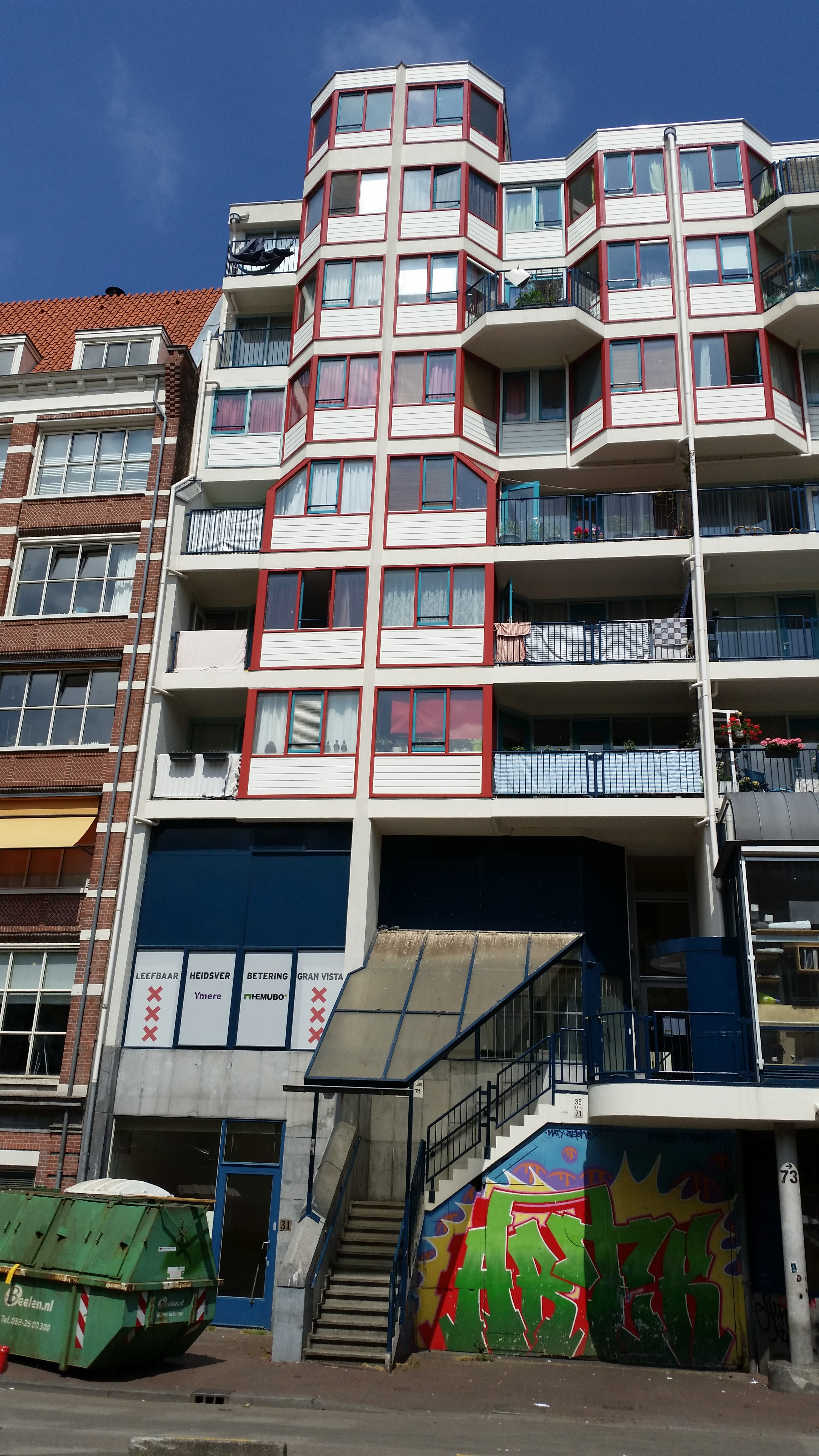
Deel van de gevel aan het Waterlooplein

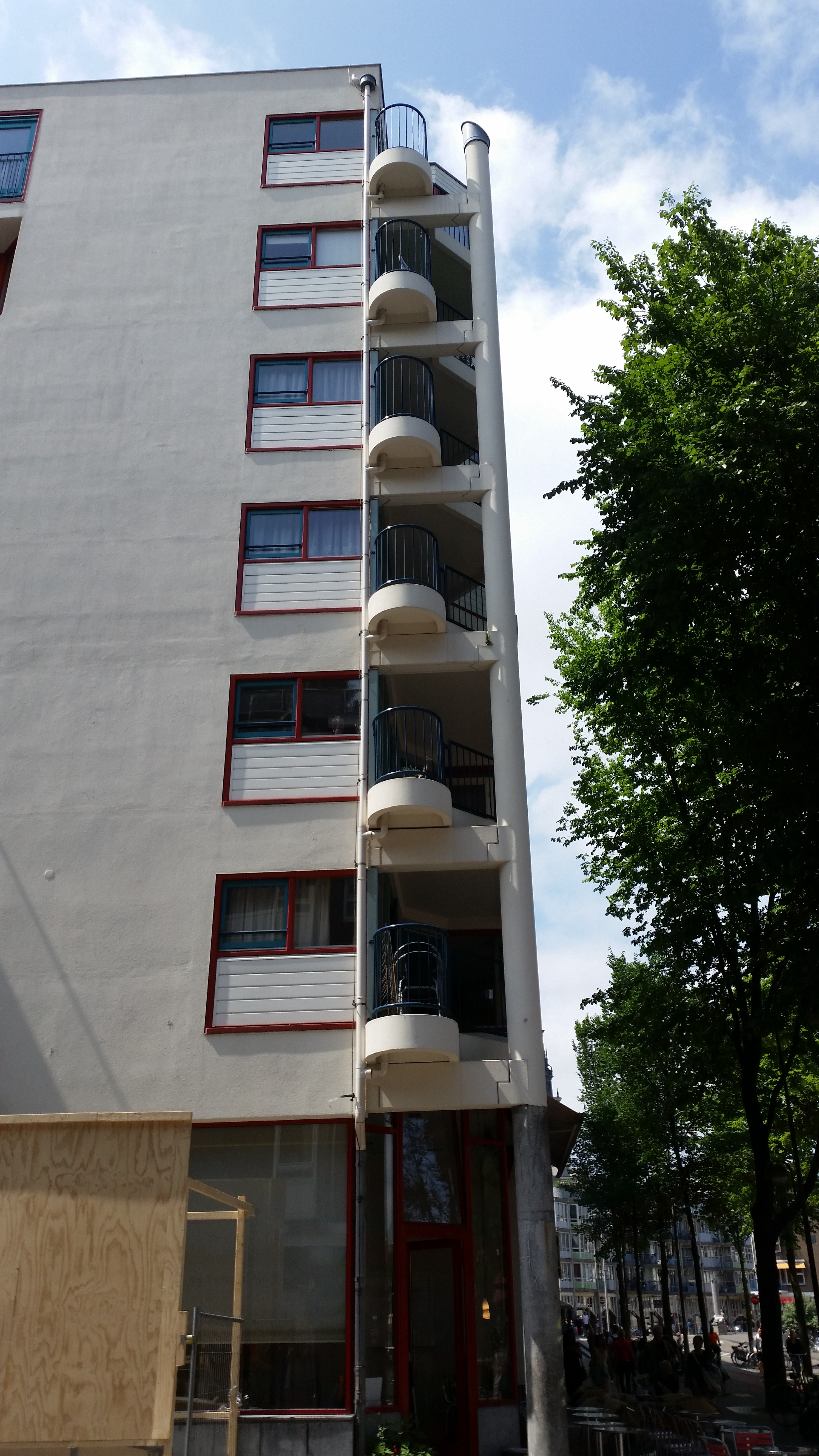
Balkonophanging op de hoek Jodenbreestraat-Houtkopersdwarsstraat